# Walter Greite (Biologe)
Walter Greite (* 13. Juni 1907 in Hannover; † 19. November 1984 in Hasel) war ein deutscher Biologe, SS-Sturmbannführer und Leiter der 1938 gegründeten Abteilung Biologie beim SS-Ahnenerbe. Er hatte zudem eine Leitungs- und Herausgeberfunktion beim Reichsbund für Biologie.

## Leben
Greite, der Sohn eines Lehrers (und Konrektors), studierte Biologie in Freiburg im Breisgau und Göttingen und wurde dort 1932 bei Alfred Kühn promoviert (Dissertation: Die Strukturbildung der Vogelfeder und ihre Pigmentierung durch Melanine). Von 1935 bis 1937 war Greite Referent für Biologie sowie für Erb- und Rassenkunde in der Deutschen Forschungsgemeinschaft.
Er vertrat vehement die nationalsozialistischen (rassepolitischen und vulgärdarwinistischen) Ansichten in der Biologie und sorgte in prominenten Funktionen  mit an der „Gleichschaltung“ der deutschen Biologen. Schon in Göttingen war er der SS beigetreten (SS-Nummer 276.738). Zum 1. Februar 1932 trat er in die NSDAP ein (Mitgliedsnummer 908.457). 1935 war er Dozent für Rassenkunde an der Hochschule für Lehrerfortbildung in Frankfurt an der Oder. 1937 wechselte er als Regierungsrat (später Oberregierungsrat) in die Erbbiologische Abteilung des Reichsgesundheitsamts. 1939 übernahm er die Schriftleitung der von ihm, Walther Wüst und Walter Groß herausgegebenen Monatsschrift des Reichsbundes für Biologie (ehemals Der Biologe), nachdem der Nationalsozialist Ernst Lehmann entmachtet worden war. Er war auch Bundesleiter des Reichsbundes für Biologie und SS-Obersturmbannführer. Bei der Forschungsgemeinschaft Deutsches Ahnenerbe (SS-Ahnenerbe genannt), deren Forschungsstätte für Biologie er leitete, sorgte er unter anderem für „rassische“ Begutachtung von Umsiedlern in den Ostgebieten. Ab 1940 war er im Stiftungsrat der Deutschen Forschungsanstalt für Psychiatrie der Kaiser-Wilhelm-Gesellschaft.
Greite unternahm 1939 anthropologische Untersuchungen an 2000 Juden in Wien bei der Auswanderungsbehörde, um einen Index zu deren Charakterisierung als Juden zu erstellen. Unabhängig davon gab es in Wien ab 1939 Untersuchungen von Josef Wastl vom Naturhistorischen Museum Wien in der gleichen Richtung, diesmal an 440 im Sportstadium im Prater internierter staatenloser Juden.
Als Leiter der Abteilung Biologie im Ahnenerbe wurde er aber schon bis Frühjahr 1942 abgelöst bzw. abgeschoben, da er es nach Ansicht seiner Kollegen beim Ahnenerbe an „menschlichen Qualitäten“ fehlen ließ.
Ab 1956 bis 1974 leitete er das private Realgymnasium Institut Dr. Greite als Landschulheim Feldafing am Starnberger See. Dieses Internat war teilweise in den Villen untergebracht, die von der ehemaligen nationalsozialistischen Eliteschule für höhere Parteigenossen (Reichsschule Feldafing) vor deren Neubau in Tutzing bis 1938 genutzt wurden. Das Internat mit Schule bestand bis 1978.